# 11707 Grigery
11707 Grigery è un asteroide della fascia principale. Scoperto nel 1998, presenta un'orbita caratterizzata da un semiasse maggiore pari a 2,2164108 au e da un'eccentricità di 0,1618668, inclinata di 3,60386° rispetto all'eclittica.
L'asteroide è dedicato alla studentessa statunitense Chelsea Nicole Grigery.